# Кларк, Джейсон
Дже́йсон Кларк (англ. Jason Clarke; род. 17 июля 1969) — австралийский актёр, ставший известным благодаря своим ролям в фильмах «Цель номер один», «Эверест», «Терминатор: Генезис» и «Планета обезьян: Революция».

## Биография
Кларк родился и вырос в Уинтоне, Квинсленде. Его отец работал стригалем.
Джейсон Кларк начал актёрскую карьеру со съёмок в телесериалах («Чисто английское убийство», «Домой и в путь», «Диагноз: убийство», «Дикая сторона», «Стингеры» и др.). Он сыграл Томми Кэффи в сериале «Братство».
Постепенно ему стали предлагать роли в кинофильмах.
В 2002 году Кларк сыграл в драме Филлипа Нойса «Клетка для кроликов», в 2008 году — в фильмах «Смертельная гонка» Пола У. С. Андерсона c Джейсоном Стейтемом и «Человеческий контакт» Джады Пинкетт Смит. В последнем — Кларк сыграл главную роль.
В 2003 году снялся в сериале «На краю Вселенной» в роли капитана Дженека.
В 2009 году вышел фильм «Джонни Д.» с Джонни Деппом в главной роли. Помимо Деппа партнёрами Джейсона Кларка по съёмочной площадке стали знаменитые актёры Кристиан Бейл и Марион Котийяр. В 2010 году — Кларка можно было увидеть в сиквеле культовой картины Оливера Стоуна «Уолл Стрит» и фильме «Доверие» Дэвида Швиммера. В 2011 году Кларк сыграл в сериале «Власть закона» телеканала Fox и фильмах «Отклонение» и «Поля».
В 2012 году вышел «Самый пьяный округ в мире», в котором вместе с Кларком сыграли Том Харди, Шайа Лабаф, Джессика Честейн, Миа Васиковска, Гэри Олдмен, Гай Пирс и Дэйн Дехаан. В том же году вышла «Цель номер один» Кэтрин Бигелоу. Фильм получил премию Оскар за «Лучший монтаж звука», а также 4 номинации, включая «Лучший фильм». В 2013 году Джейсона Кларка можно было увидеть в фильмах «Великий Гэтсби» и «Штурм Белого дома», а в 2014-м — в картинах «Ангелы получше» (партнёршей Кларка по фильму стала Диана Крюгер) и «Планета обезьян: Революция», предпоследней части франшизы «Планета обезьян».
В 2015-м вышел целый ряд картин с участием Джейсона Кларка, а именно «Рыцарь кубков» Терренса Малика, в котором помимо Кларка сыграли Кристиан Бейл, Кейт Бланшетт, Натали Портман, Антонио Бандерас, Тереза Палмер и Сергей Бодров-старший, «Номер 44» Даниэля Эспиносы, «Терминатор: Генезис» (Кларк исполнил роль Джона Коннора, сына Сары Коннор в исполнении Эмилии Кларк) и «Эверест».
В 2016 году Джейсон Кларк сыграл в фильме «Вижу лишь тебя» с Блейк Лайвли, а в 2017 году в картинах «Ферма Мадбаунд», «Мозг Гиммлера зовется Гейдрихом» и «Чаппакуиддик» в роли Эдварда Кеннеди.
В апреле 2018 года в российский прокат вышел мистический триллер «Винчестер. Дом, который построили призраки» с Джейсоном Кларком и Хелен Миррен, основанный на реальных событиях.
11 октября 2018 года на российские экраны вышел «Человек на Луне» Дэмьена Шазелла.
24 января 2019 года в России вышел триллер Стивена Найта «Море соблазна», в котором Джейсон Кларк исполнил одну из главных ролей. Компанию на съёмочной площадке Кларку составили Мэттью Макконахи, Энн Хэтэуэй и Дайан Лэйн.
В апреле 2019 года вышел фильм «Кладбище домашних животных», новой экранизации одноимённого романа Стивена Кинга. Джейсон Кларк исполнил главную роль.

## Личная жизнь
С 2018 года Кларк женат на французской актрисе Сесиль Брешия, с которой встречался с 2010 года. У них есть двое детей.

## Фильмография

### Фильмы
| Год  |     | Русское название                             | Оригинальное название           | Роль                      |
| ---- | --- | -------------------------------------------- | ------------------------------- | ------------------------- |
| 1997 | тф  | Галифакс 5: Плохие полицейские               | Halifax f.p: Hard Corps         | детектив                  |
| 1997 | ф   | Дилемма                                      | Dilemma                         |                           |
| 1998 | ф   | Сумерки                                      | Twilight                        | молодой коп               |
| 1998 | ф   |                                              | Praise                          | Фрэнк                     |
| 1999 | ф   | Всегда готов                                 | Kick                            | Николас                   |
| 1999 | кор |                                              | Schmooze                        | Band                      |
| 2000 | ф   | Риск                                         | Risk                            | Крис                      |
| 2000 | ф   | Лучше, чем секс                              | Better Than Sex                 | парень Си                 |
| 2000 | ф   | Рот на замок!                                | Our Lips Are Sealed             | племянник Эмиля Хачу      |
| 2002 | ф   | Клетка для кроликов                          | Rabbit-Proof Fence              | Констебль Риггз           |
| 2002 | тф  | Аутсайдер                                    | The Outsider                    | Рэй                       |
| 2002 | кор |                                              | Free                            |                           |
| 2003 | ф   | Ты не сможешь остановить убийцу              | You Can't Stop the Murders      | Слэйд                     |
| 2003 | тф  |                                              | BlackJack                       | Тони Ситон (1973)         |
| 2004 | ф   |                                              | Get Rich Quick                  | Фенрис                    |
| 2008 | ф   | В омуте лжи                                  | Under Still Waters              | Эндрю                     |
| 2008 | кор | Дыра в бумажном небе                         | Hole in the Paper Sky           | Говард Ферп               |
| 2008 | ф   | Смертельная гонка                            | Death Race                      | Дэррил Ульрих             |
| 2008 | ф   | Человеческий контракт                        | The Human Contract              | Джулиан                   |
| 2009 | ф   | Джонни Д.                                    | Public Enemies                  | Джон «Красный» Гамильтон  |
| 2009 | тф  |                                              | U.S. Attorney                   | Майкл Райан               |
| 2010 | ф   | Уолл Стрит: Деньги не спят                   | Wall Street: Money Never Sleeps | Шеф полиции Нью-Йорка     |
| 2010 | ф   | Доверие                                      | Trust                           | Даг Тейт                  |
| 2011 | ф   | Крик в небеса                                | Yelling to the Sky              | Гордон О'Хара             |
| 2011 | ф   | Отклонение                                   | Swerve                          | Фрэнк                     |
| 2011 | ф   | Поля                                         | Texas Killing Fields            | Рул                       |
| 2012 | ф   | Самый пьяный округ в мире                    | Lawless                         | Говард Бондюрант          |
| 2012 | ф   | Цель номер один                              | Zero Dark Thirty                | Дэн                       |
| 2013 | ф   | Великий Гэтсби                               | The Great Gatsby                | Джордж Уилсон             |
| 2013 | ф   | Штурм Белого дома                            | White House Down                | Эмиль Стенц               |
| 2014 | ф   | Ангелы получше                               | The Better Angels               | Томас Линкольн            |
| 2014 | ф   | Планета обезьян: Революция                   | Dawn of the Planet of the Apes  | Малкольм                  |
| 2014 | ф   | Номер 44                                     | Child 44                        | Анатолий Бродский         |
| 2015 | ф   | Рыцарь кубков                                | Knight of Cups                  | Джонни                    |
| 2015 | ф   | Терминатор: Генезис                          | Terminator Genisys              | Джон Коннор               |
| 2015 | ф   | Эверест                                      | Everest                         | Роб Холл                  |
| 2016 | ф   | Вижу лишь тебя                               | All I See Is You                | Джеймс                    |
| 2017 | ф   | Ферма «Мадбаунд»                             | Mudbound                        | Генри Макаллан            |
| 2017 | ф   | Мозг Гиммлера зовётся Гейдрихом              | The Man with the Iron Heart     | Рейнхард Гейдрих          |
| 2019 | ф   | Чаппакуиддик                                 | Chappaquiddick                  | Тед Кеннеди               |
| 2018 | ф   | Винчестер. Дом, который построили призраки   | Winchester                      | Эрик Прайс                |
| 2018 | ф   | Человек на Луне                              | First Man                       | Эд Уайт                   |
| 2019 | ф   | Море соблазна                                | Serenity                        | Фрэнк Зариакас            |
| 2019 | ф   | Последствия                                  | The Aftermath                   | Льюис Морган              |
| 2019 | ф   | Кладбище домашних животных                   | Pet Sematary                    | Луи Крид                  |
| 2020 | ф   | Дьявол всегда здесь                          | The Devil All the Time          | Карл Хендерсон            |
| 2020 | ф   | Асоциальная сеть                             | Silk Road                       | Ричард «Рик» Боуден       |
| 2022 | ф   | Координаты «Цитадель»                        | Black Site                      | Хэтчет                    |
| 2023 | ф   | Оппенгеймер                                  | Oppenheimer                     | Роджер Робб               |
| 2023 | ф   | Военный трибунал по делу о мятеже на «Кейне» | The Caine Mutiny Court-Martial  | лейтенант Барни Гринвальд |
| 2025 | ф   | Дом динамита                                 | A House of Dynamite             |                           |
| 2025 | ф   | Ветренная река. Новая глава                  | Wind River: The Next Chapter    |                           |

### Телевидение
| Год       |    | Русское название                          | Оригинальное название                        | Роль                                  |
| --------- | -- | ----------------------------------------- | -------------------------------------------- | ------------------------------------- |
| 1995—1999 | с  | Блу хилеры                                | Blue Heelers                                 | Дин Крокер / Крэйг Дайр / Трой Харрис |
| 1996      | с  | Меркурий                                  | Mercury                                      | Натан Коэн                            |
| 1996      | с  | Диагноз: убийство                         | Diagnosis: Murder                            | Рик Брукс                             |
| 1997      | мс | Тихая пристань: Назад в тупик             | Knots Landing: Back to the Cul-de-Sac        | Вилли                                 |
| 1998      | с  | Школа разбитых сердец                     | Heartbreak High                              | Уоррен                                |
| 1998      | с  | Дикая сторона                             | Wildside                                     | Пол Мосс                              |
| 1998      | с  | Два парня и девушка                       | Two Guys, a Girl and a Pizza Place           | Хэнк                                  |
| 1998      | с  | Зов убийцы                                | Murder Call                                  | Зак Хартман                           |
| 1999—2000 | с  | Все святые                                | All Saints                                   | Эдди Фёрлонг                          |
| 2000—2003 | с  | Стингеры                                  | Stingers                                     | Бретт Линтон / Оливер Дженсен         |
| 2001      | с  | Чисто английское убийство                 | The Bill                                     | Констебль Роджерс                     |
| 2002      | с  | Домой и в путь                            | Home and Away                                | Кристофер Джонсон                     |
| 2002—2003 | с  | Сине-белый воротничок                     | White Collar Blue                            | Рэй Джарвис                           |
| 2003      | с  | На краю Вселенной                         | Farscape                                     | Капитан Дженек                        |
| 2006—2008 | с  | Братство                                  | Brotherhood                                  | Томми Кэффи                           |
| 2011      | с  | Власть закона                             | The Chicago Code                             | Джарек Высоки                         |
| 2019      | с  | Екатерина Великая                         | Catherine the Great                          | Григорий Потёмкин                     |
| 2022—2023 | с  | Время побеждать: Расцвет династии Лейкерс | Winning Time: The Rise of the Lakers Dynasty | Джерри Уэст                           |
|           | с  | Последний рубеж                           | The Last Frontier                            | Фрэнк Ремник                          |